# Bredapoort
De Bredapoort was een in 1859 onder Brialmont gebouwde en in 1970 gesloopte poort in de Stelling van Antwerpen die het noorden van Antwerpen met Merksem en de weg naar Breda verbond. De poort kende geen poortgebouw met overwelfde doorgang en lag op de scheiding van de fronten 3 en 4.
Van noord naar zuid met de klok mee: Oosterweelsepoort · Ekersepoort · Bredapoort · Schijnpoort · Turnhoutsepoort · Herentalsepoort · Leopoldpoort · Louisapoort · Borsbeeksepoort · Spoorbaanpoort · Berchemsepoort · Mechelsepoort · Edegemsepoort · Wilrijksepoort · Sint-Laureinspoort · Kielsepoort · Boomsepoort · Spoorwegpoort · Sint-Bernardsepoort · Sint-Michielspoort · Hobokensepoort